# 筬島駅
筬島駅（おさしまえき）は、北海道（上川総合振興局）中川郡音威子府村物満内（ものまない）にある北海道旅客鉄道（JR北海道）宗谷本線の駅である。電報略号はサマ。事務管理コードは▲121831。駅番号はW62。

## 歴史

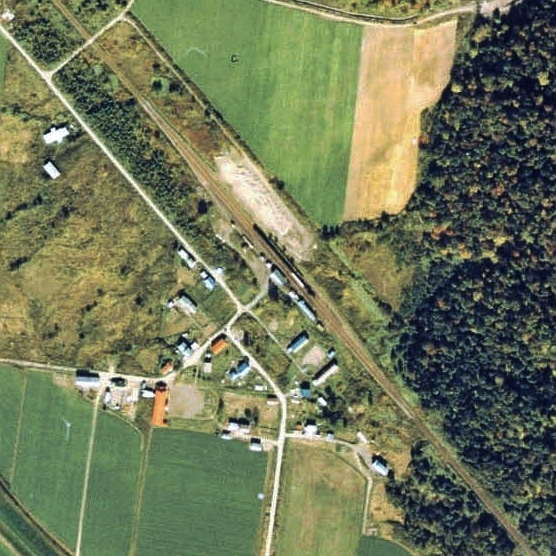
1977年の筬島駅と周囲約500ｍ範囲の状況。左上が稚内方面。相対式ホームと貨物用副本線、駅舎横に引込み線。

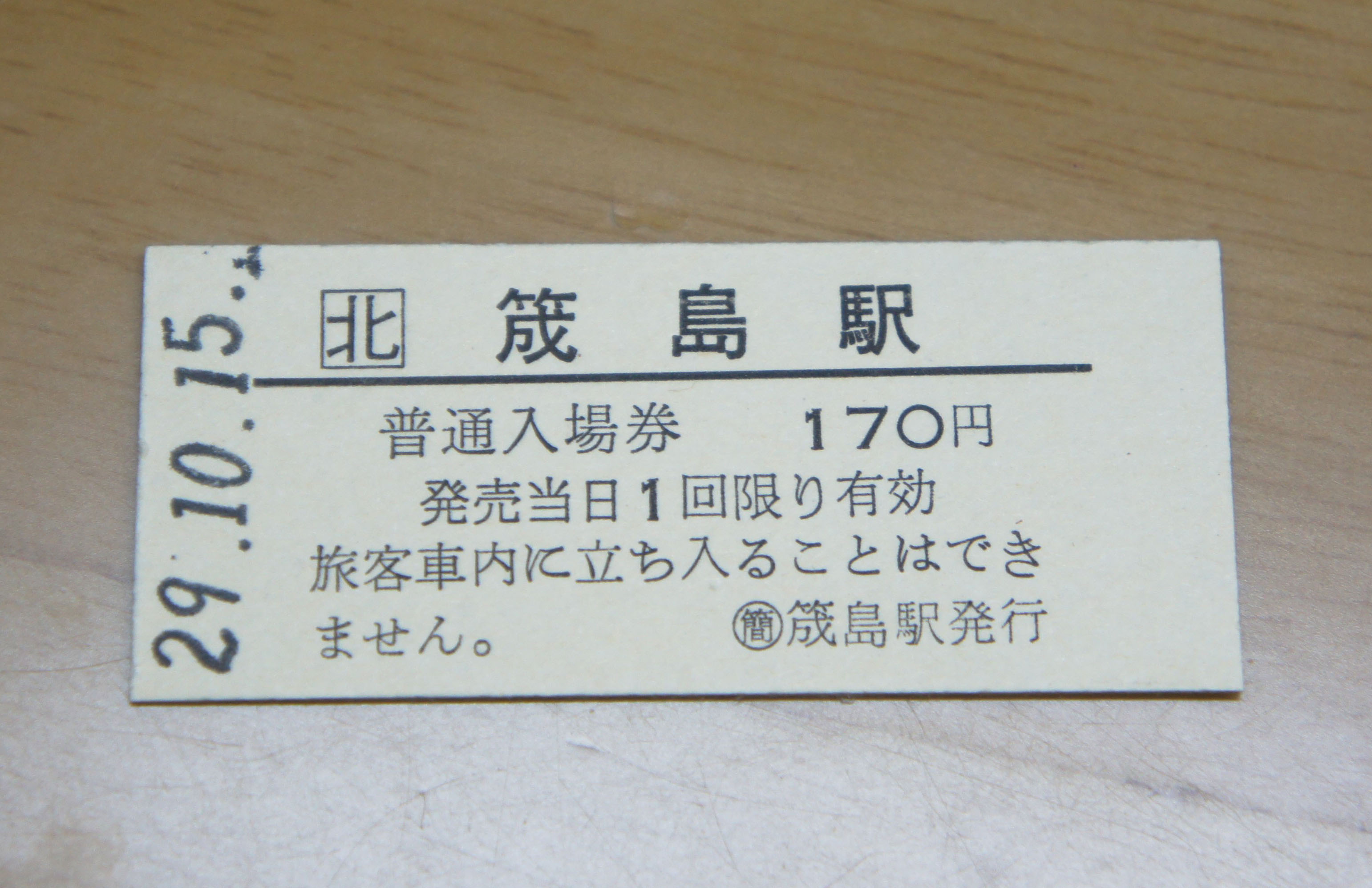
発売されていた硬券入場券

- 1922年（大正11年）11月8日：鉄道省天塩線音威子府駅 - 誉平駅（後の天塩中川駅）間開通に伴い開業[3][4][5]。一般駅[1]。
- 1924年（大正13年）6月25日：線路名を天塩南線に改称、それに伴い同線の駅となる[4]。
- 1926年（大正15年）9月25日：天塩南線と天塩北線を統合し線路名を天塩線に改称、それに伴い同線の駅となる[4]。
- 1930年（昭和5年）4月1日：天塩線を宗谷本線に編入、それに伴い同線の駅となる[4]。
- 1949年（昭和24年）6月1日：公共企業体日本国有鉄道（国鉄）に移管。
- 1977年（昭和52年）5月25日：貨物の取り扱いが終了[1][6][注釈 1]。
- 1984年（昭和59年）
  - 2月1日：荷物の取り扱いが終了[1]。
  - 11月10日：駅員無配置駅となり、出改札要員廃止[新聞 1]。
- 1986年（昭和61年）11月1日：交換設備を廃止し無人化[7]。
- 1987年（昭和62年）4月1日：国鉄分割民営化に伴い、北海道旅客鉄道（JR北海道）の駅となる[1]。
- 1980年代後半 - 1990年代前半：駅舎改築、貨車駅舎となる。
- 2012年（平成24年）：駅舎外壁を改修[8]。
- 2016年（平成28年）
  - 3月26日：同日のダイヤ改正に伴う普通列車の減便で音威子府駅 - 幌延駅間の普通列車が5往復から3往復となり、全普通列車が停車するようになる。それ以前は夜間の上り普通列車1本が通過した。
  - 7月上旬：JR北海道が当駅と南美深駅（美深町）、歌内駅（中川町）を2017年（平成29年）3月のダイヤ改正に合わせて廃止する意向を地元に伝えた旨が報道される[新聞 2]。
- 2017年（平成29年）
  - 4月：当駅含む上記の3駅について、JR北海道が当面の間自社の費用で存続させる意向であることが報道される[新聞 3]。
  - 8月5日：同日開催の「北海道命名の地　筬島まつり2017」にて開業95周年を記念した硬券入場券を、JR北海道旭川支社の協力を得て、駅近くの「エコミュージアムおさしまセンター BIKKYアトリエ3モア（砂澤ビッキ記念館）」で1050枚限定発売。以降、残部（295番以降）を同年10月31日までの予定で発売（同年10月26日完売）[9][10]。
- 2020年（令和2年）12月9日：JR北海道が、2021年度より地元自治体（音威子府村）による維持管理に移行することを発表[JR北 1]。
- 2021年（令和3年）4月：音威子府村による維持管理に移行[新聞 4]。

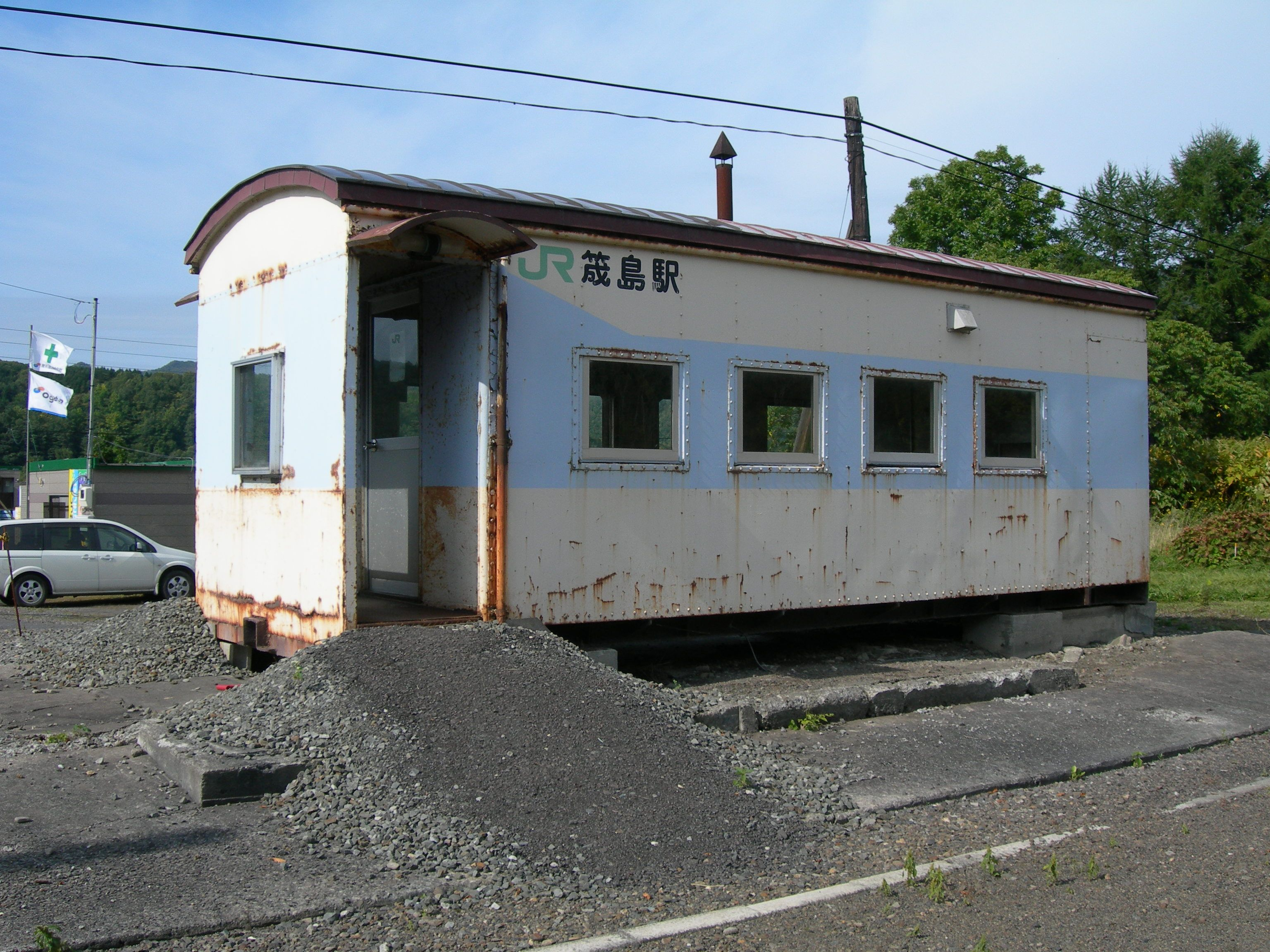
外壁改修前の駅舎（2009年9月）

### 存続議論
後述の通り、当駅の一日平均乗降者数は、2011年 - 2015年の11月調査日の平均で1人以下となっており、2016年（平成28年）7月上旬、JR北海道では当駅と南美深駅（美深町）、歌内駅（中川町）を2017年（平成29年）3月のダイヤ改正に合わせて廃止する意向を各地元自治体に伝えた。これに対し、音威子府村長の佐近勝は「将来の通学利用が予想される」として廃止反対の意向を示した。
駅の存続には、JRが実施してきた年間100万円から200万円のホーム修繕費を音威子府村が負担することが条件とされたが、同年11月25日、実際には修繕工事は行われていないことが判明し、条件面のすり合わせは一旦白紙状態となった。
その後音威子府村は、当駅の維持管理費90万円を2017年度一般会計予算に盛り込み、2017年3月末に駅舎管理についてJRと協定を結んだ。しかし、同様な対応をとった美深町と異なり、歌内駅の所在する中川町はJRとの交渉を拒否した。
2017年（平成29年）4月以降は、上記の3駅について、JR北海道が当面の間自社の費用で存続させる意向とされており、本駅については他市町村の廃止候補駅との調整が整い次第、村が従来から負担していた駅前の除雪費用に加え、ホーム上の除雪・光熱費等の維持経費を負担し存続することとし、自然災害による損傷・破損については協議の上修繕していくこととしている。
その後、2020年12月9日には、JR北海道が、当駅を含む18駅を、2021年度より地元自治体による維持管理に移行することを発表しており、翌2021年4月より音威子府村による維持管理に移行された。

### 駅名の由来
当駅の所在する地域名（字名）より。元来ここの地名は現在でも大字名となっている「物満内（ものまない）」であったが別の名称が使われた。この経緯については1922年（大正11年）8月21日付で北海道鉄道建設事務所長より鉄道大臣に宛てて送られた「新線駅名改称具申文書」に「当所筬島駅は土地の名称をとって物満内駅を考えていたが、2字以上の駅名は事務上煩雑であるので、2字名に改称したい」とあり、これによって「筬島」の名称が決まったとされている。
「筬島」の名称はアイヌ語に漢字をあてたものとされているが由来となった語は諸説あり、1973年に国鉄北海道総局が発行した『北海道　駅名の起源』では、「砂・の中・川（細い砂浜を通っている川）」を表す「オタニコㇿナイ（ota-nikor-nay）」と「崖・の端・にある・川」を表す「ピラケㇱオマナイ（pira-kes-oma-nay）」の両地名がそれぞれ転訛し、「オサニコンナイ」「ピラケシマナイ」となったものの混成、としている。
別説として『駅名の起源』（1939年版）では、「川尻を下るところにある小沢」を意味する「オサシマナイ」という語の上部を採った説。また『音威子府村史』では「オタニコㇿナイ→オタニコンナイ→オサニコンナイ→オサシマンナイとなり、オサシマに漢字の筬島を当てて駅名とした」とした説を示している。

## 駅構造
単式ホーム1面1線を有する地上駅。分岐器を持たない棒線駅となっている。かつては相対式ホーム2面2線を有する列車交換可能駅であり、現在は駅舎のある線路の南西側（稚内方面に向かって左手側、旧下り線）のホームを用いている。
音威子府村管理の無人駅となっている。駅舎は無人化後にヨ3500形車掌車を改造したもの（トイレ付き）が旧駅舎の基礎の上に設置されている。

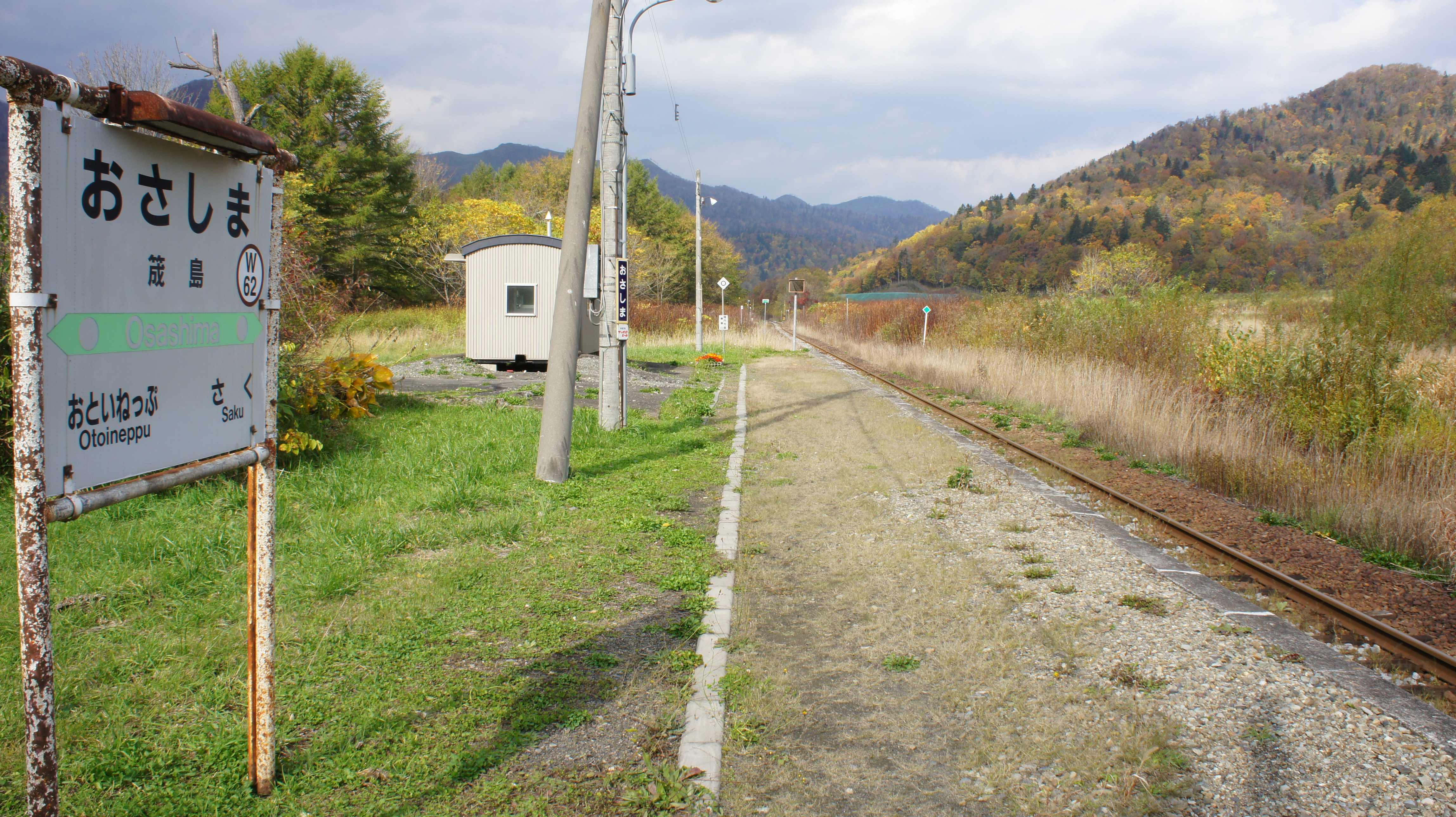
ホーム（2017年10月）
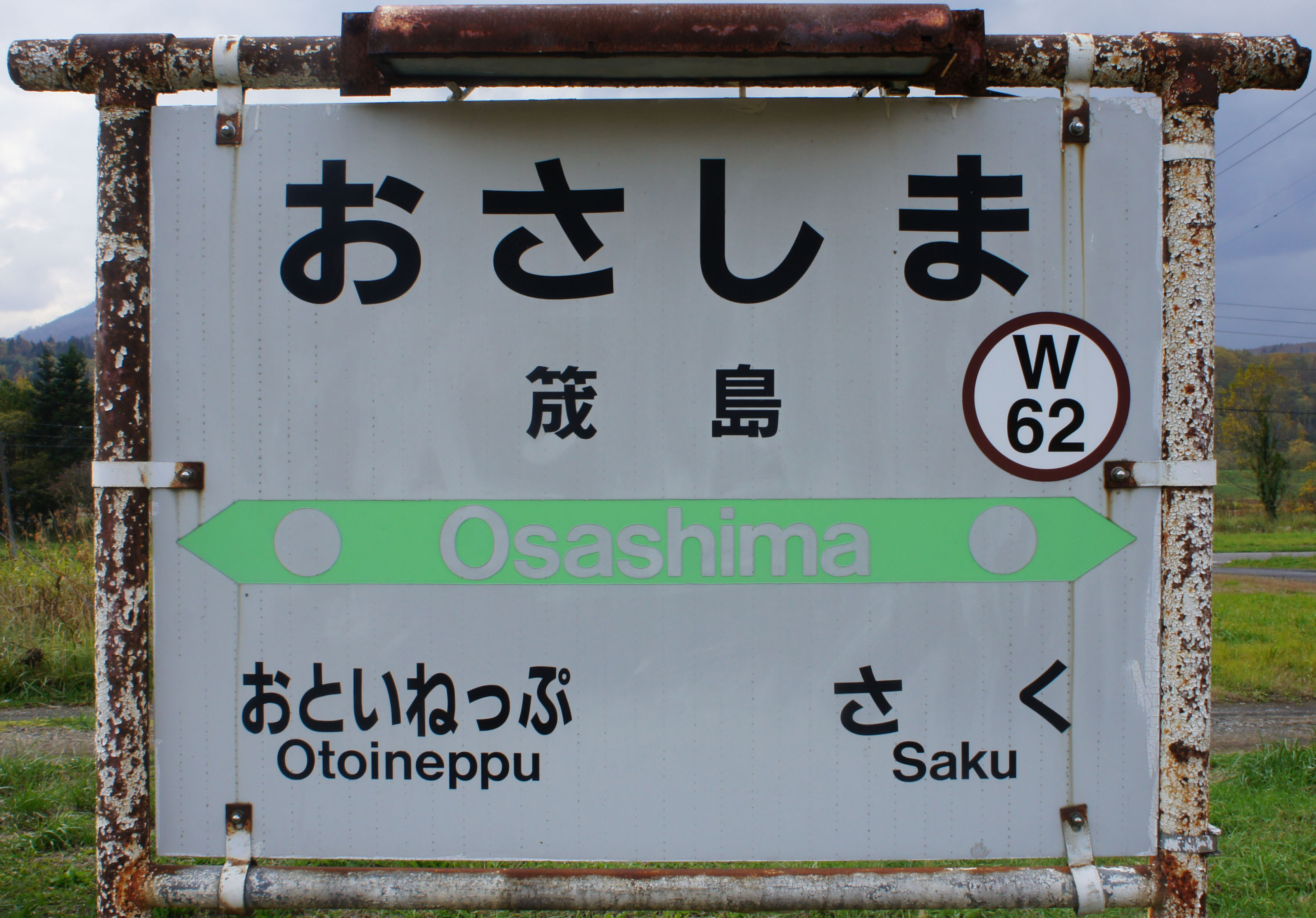
駅名標（2017年10月）

## 利用状況
2017年（平成29年）現在、音威子府村内にある宗谷本線の駅の中でも特に利用が少ないとされている。
乗車人員の推移は以下の通り。出典が「乗降人員」となっているものについては1/2とした値を括弧書きで1日平均乗車人員の欄に示し、備考欄で元の値を示す。
また、「JR調査」については、当該の年度を最終年とする過去5年間の各調査日における平均である。
| 年度               | 乗車人員（人） | 乗車人員（人） | 乗車人員（人） | 出典        | 備考                                                      |
| 年度               | 年間           | 1日平均        | JR調査         | 出典        | 備考                                                      |
| ------------------ | -------------- | -------------- | -------------- | ----------- | --------------------------------------------------------- |
| 1954年（昭和29年） | 18,487         | 52             |                | [ 21 ]      |                                                           |
| 1958年（昭和33年） | 18,313         | 50             |                | [ 21 ]      |                                                           |
| 1963年（昭和38年） | 23,501         | 64             |                | [ 21 ]      |                                                           |
| 1964年（昭和39年） | 23,356         | 64             |                | [ 21 ]      |                                                           |
| 1971年（昭和46年） |                | 40             |                | [ 22 ]      |                                                           |
| 1972年（昭和47年） |                | 40             |                | [ 22 ]      |                                                           |
| 1973年（昭和48年） |                | 38             |                | [ 22 ]      |                                                           |
| 1974年（昭和49年） |                | 34             |                | [ 22 ]      |                                                           |
| 1975年（昭和50年） |                | 31             |                | [ 22 ]      |                                                           |
| 1976年（昭和51年） |                | 26             |                | [ 22 ]      |                                                           |
| 1977年（昭和52年） |                | 26             |                | [ 22 ]      |                                                           |
| 1978年（昭和53年） |                | 23             |                | [ 23 ]      |                                                           |
| 1981年（昭和56年） |                | (8.5)          |                | [ 24 ]      | 1日乗降客数17人                                           |
| 1992年（平成04年） |                | (1.0)          |                | [ 25 ]      | 1日乗降客数2人                                            |
| 2004年（平成16年） |                | 0              |                | [ 22 ]      |                                                           |
| 2006年（平成18年） |                | 1              |                | [ 11 ]      | 統計上、この年以降2020年JR調査で0.2人となるまで乗降なし。 |
| 2015年（平成27年） |                |                | 「1名以下」    | [ JR北 2 ]  |                                                           |
| 2016年（平成28年） |                |                | 0.0            | [ JR北 3 ]  |                                                           |
| 2017年（平成29年） |                |                | 0.0            | [ JR北 4 ]  |                                                           |
| 2018年（平成30年） |                |                | 0.0            | [ JR北 5 ]  |                                                           |
| 2019年（令和元年） |                |                | 0.0            | [ JR北 6 ]  |                                                           |
| 2020年（令和02年） |                |                | 0.2            | [ JR北 7 ]  |                                                           |
| 2021年（令和03年） |                |                | 0.2            | [ JR北 8 ]  |                                                           |
| 2022年（令和04年） |                |                | 0.2            | [ JR北 9 ]  |                                                           |
| 2023年（令和05年） |                |                | 0.2            | [ JR北 10 ] |                                                           |

## 駅周辺
- エコミュージアムおさしまセンター BIKKYアトリエ3モア - 通称、砂沢ビッキ記念館。旧・筬島小学校をアトリエとして活動拠点とした彫刻家の砂澤ビッキの作品が展示されている[19][新聞 2]。
- 天塩川
- 筬島大橋
- 国道40号
- 北海道命名之地 - 探検家松浦武四郎が同地のアイヌの古老より聞いた話をもとに「北海道」の名を考案したとされる[新聞 6]。筬島大橋を渡り国道40号を佐久方面へ約2km[9]。

## 隣の駅
北海道旅客鉄道（JR北海道）
■宗谷本線
音威子府駅 (W61) - 筬島駅 (W62) - *（神路信号場） - 佐久駅 (W63)
*打消線は廃止信号場